# San Quintin
San Quintin é um município de  terceira classe de renda municipal (d) na província Pangasinan, nas Filipinas. De acordo com o censo de 1 de maio  de  2020 possui uma população de 33 980 pessoas e 8 683 domicílios.